# Torreguadiaro
Torreguadiaro es una de las doce pedanías de la ciudad gaditana de San Roque.

## Historia
Debe su nombre a la cercanía del río Guadiaro y la existencia de la torre vigía denominada Torre Nueva de Guadiaro, que fue ordenada construir en el 1.516, pues la (Torre Quebrada de Guadiaro, semiderruida, no estaba operativa. Esta torre fue construida a principio del siglo XV con la intención de 
ir oteando el horizonte, los reinos cristianos vigilaban cualquier posible desembarco musulmán en la costa. 
El origen de la población data, desde principios del XX. Constituyendo primero un pequeño núcleo de pescadores en la playa en torno al cual se fue asentando población. La tradición pescadora de Torreguadiaro hace que su patrona sea la Virgen del Carmen cuya festividad celebran, con unas bonitas fiestas en la playa, el 16 de julio.

## Torreguadiaro hoy
Hoy en día, Torreguadiaro es una pequeña población que, junto con la urbanización de Sotogrande (con la que linda), es destino del turismo extranjero y nacional.
Su playa, de 2300 m de largo por 22 m de ancho, es semiurbana, muy concurrida, de arena gris, textura intermedia, aguas tranquilas y una gran belleza. Muestra de ello es que Torreguadiaro ha obtenido en el año 2006 la Bandera Azul de los Mares Limpios de Europa. Las banderas azules de los mares limpios son una iniciativa europea que concede la Asociación de Educación Ambiental y del Consumidor (ADEAC), rama española de la Fundación Europea de Educación Ambiental (FEEE).
Además, Torreguadiaro cuenta con el Paraje natural del estuario del río Guadiaro, de especial interés, pese a su pequeño tamaño, por su flora y fauna.

## Comunicaciones
Se accede a Torreguadiaro por las salidas 134 y 137 de la A-7. Si venimos desde Málaga por la AP-7, tomaremos la salida 133 y después el acceso en sentido Torreguadiaro.
| Líneas de autobús con parada en Torreguadiaro | Líneas de autobús con parada en Torreguadiaro | Líneas de autobús con parada en Torreguadiaro |
| Línea                                         | Trayecto                                      | Empresa                                       |
| --------------------------------------------- | --------------------------------------------- | --------------------------------------------- |
| M-240                                         | Estepona-La Línea                             | Portillo                                      |
| 2                                             | San Roque Centro-Torreguadiaro                | Esteban                                       |

## Galería de imágenes

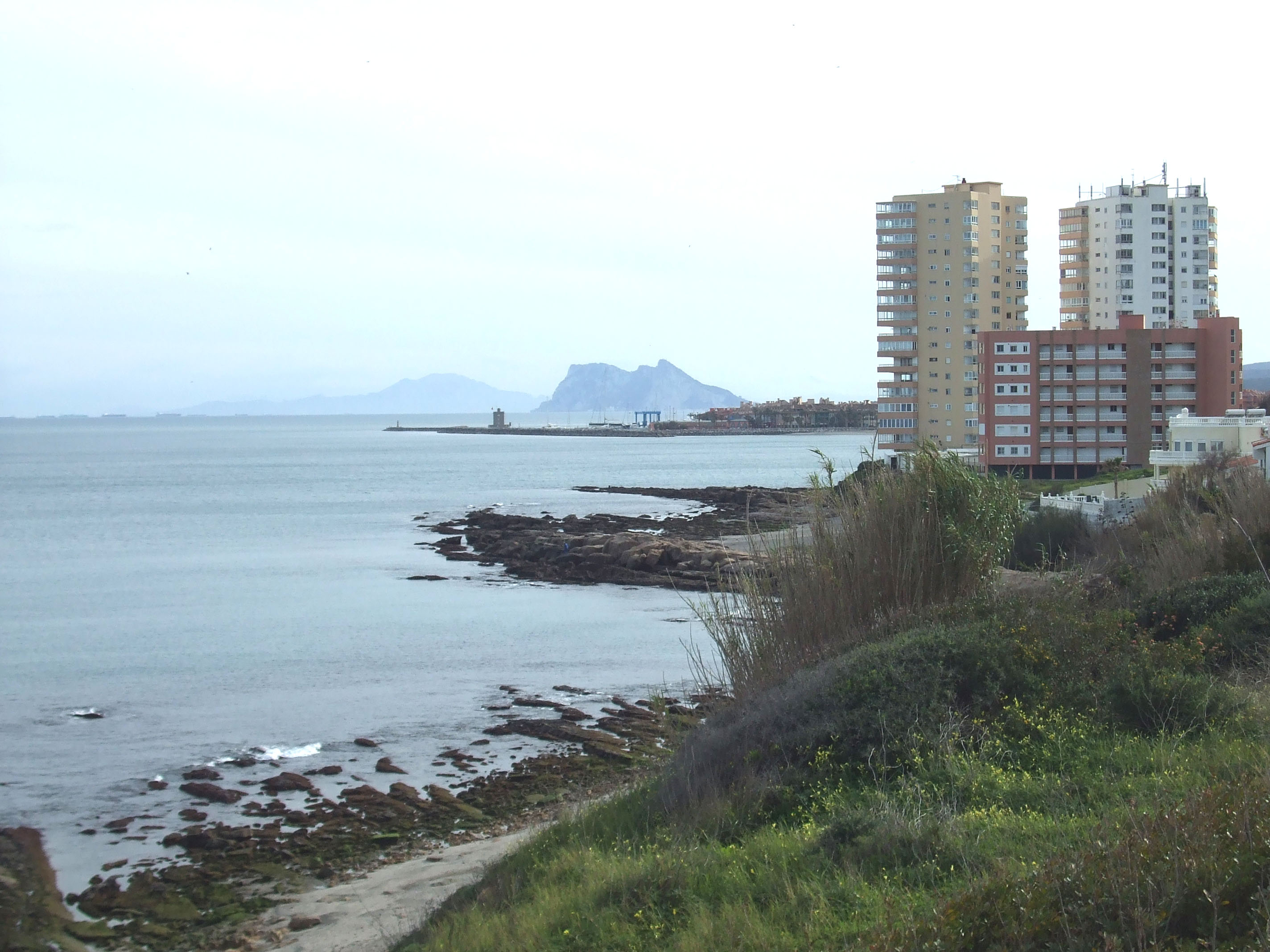
Torreguadiaro, su playa y el puerto de Sotogrande.
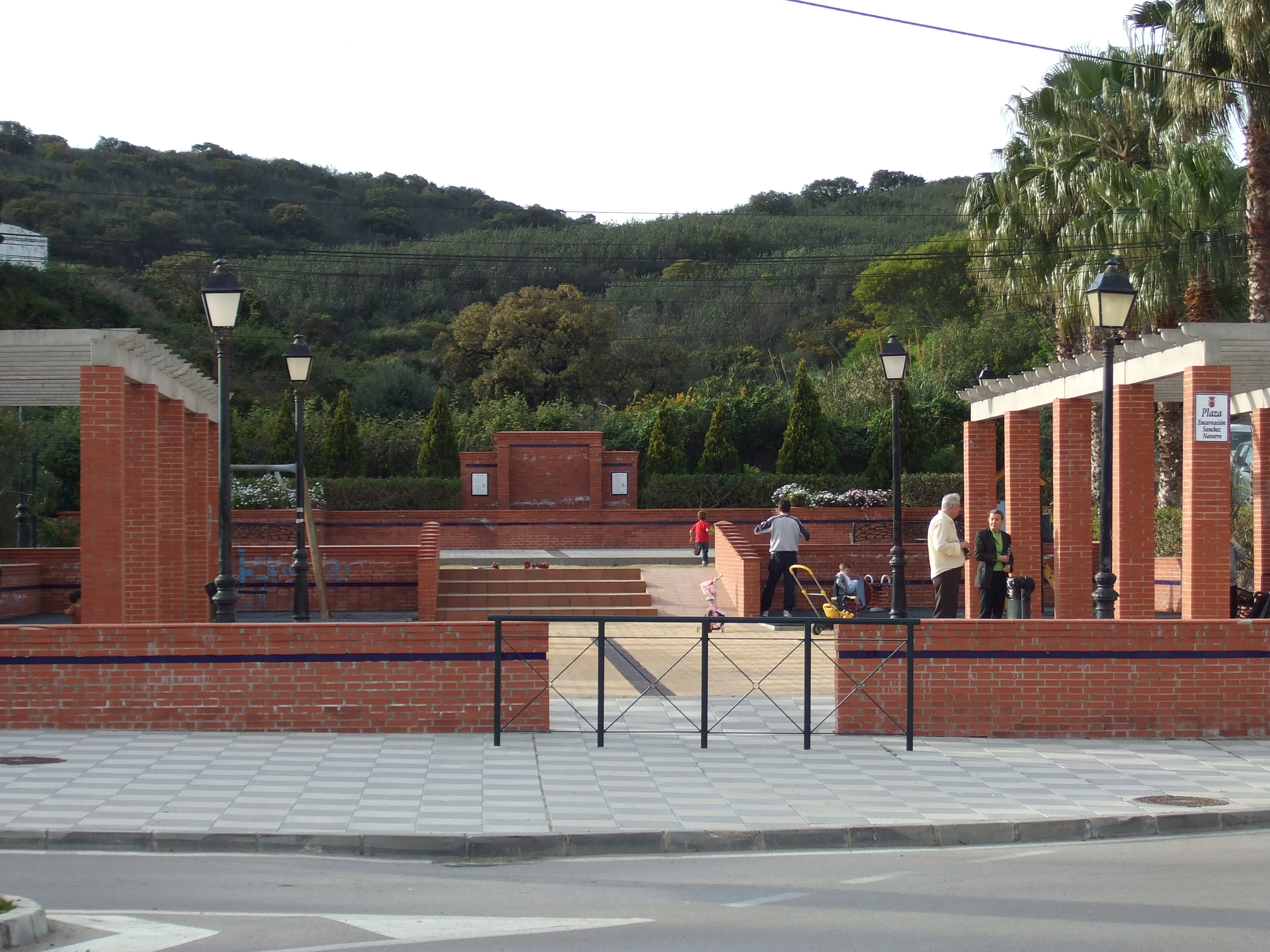
Plaza Encarnación Sánchez Navarro.
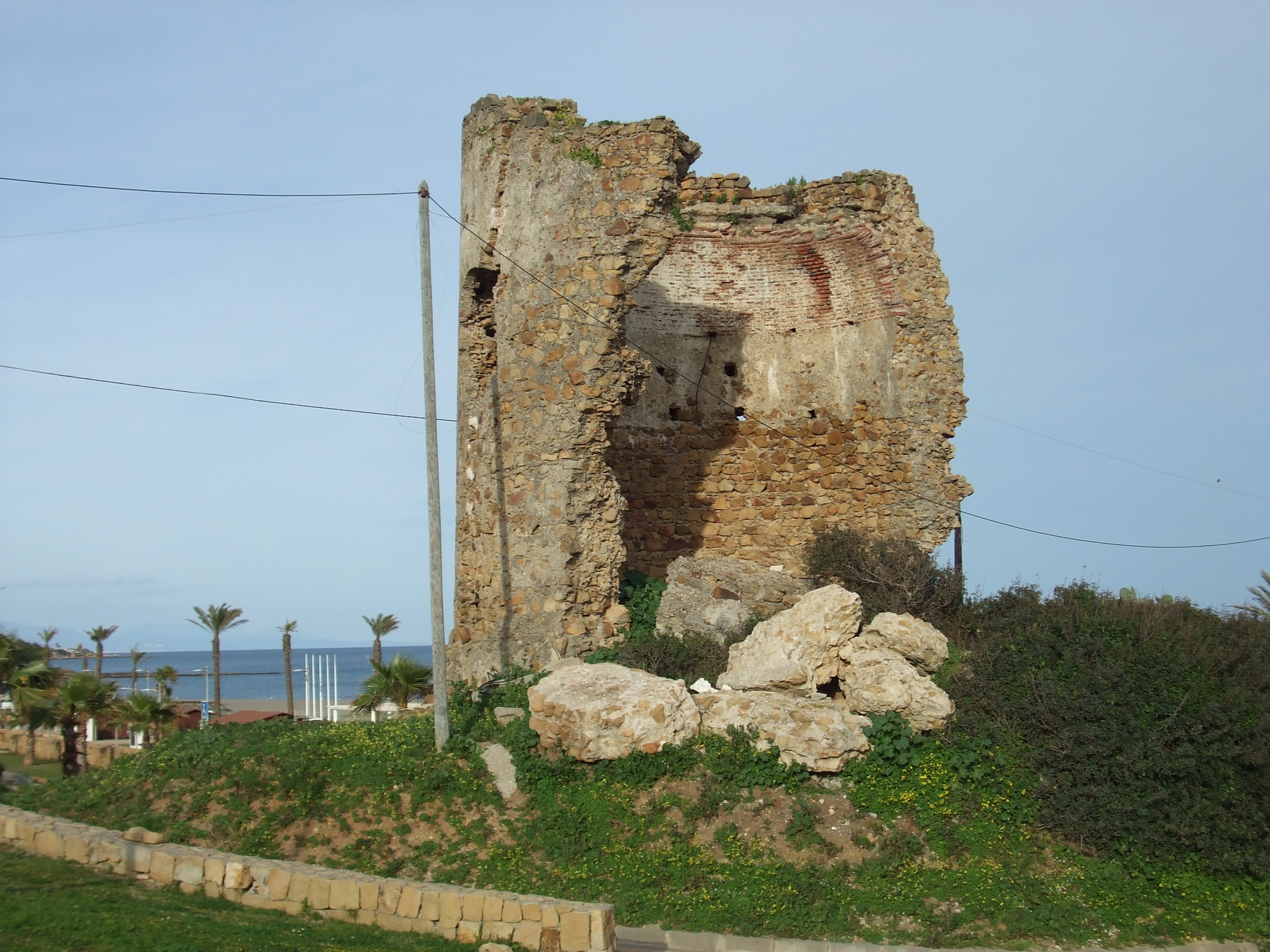
Torre Quebrada de Guadiaro.
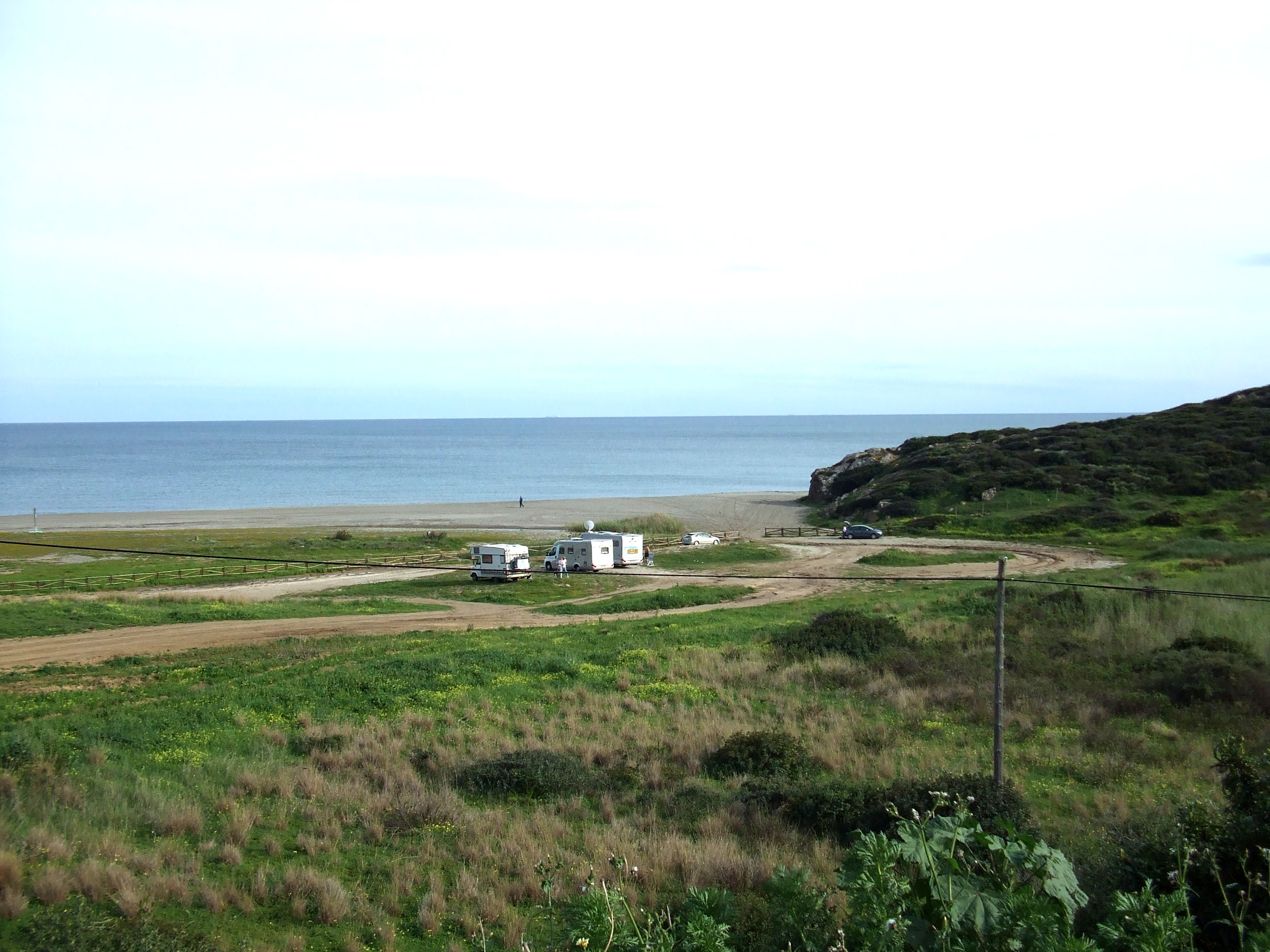
Playa de Cala Sardina.
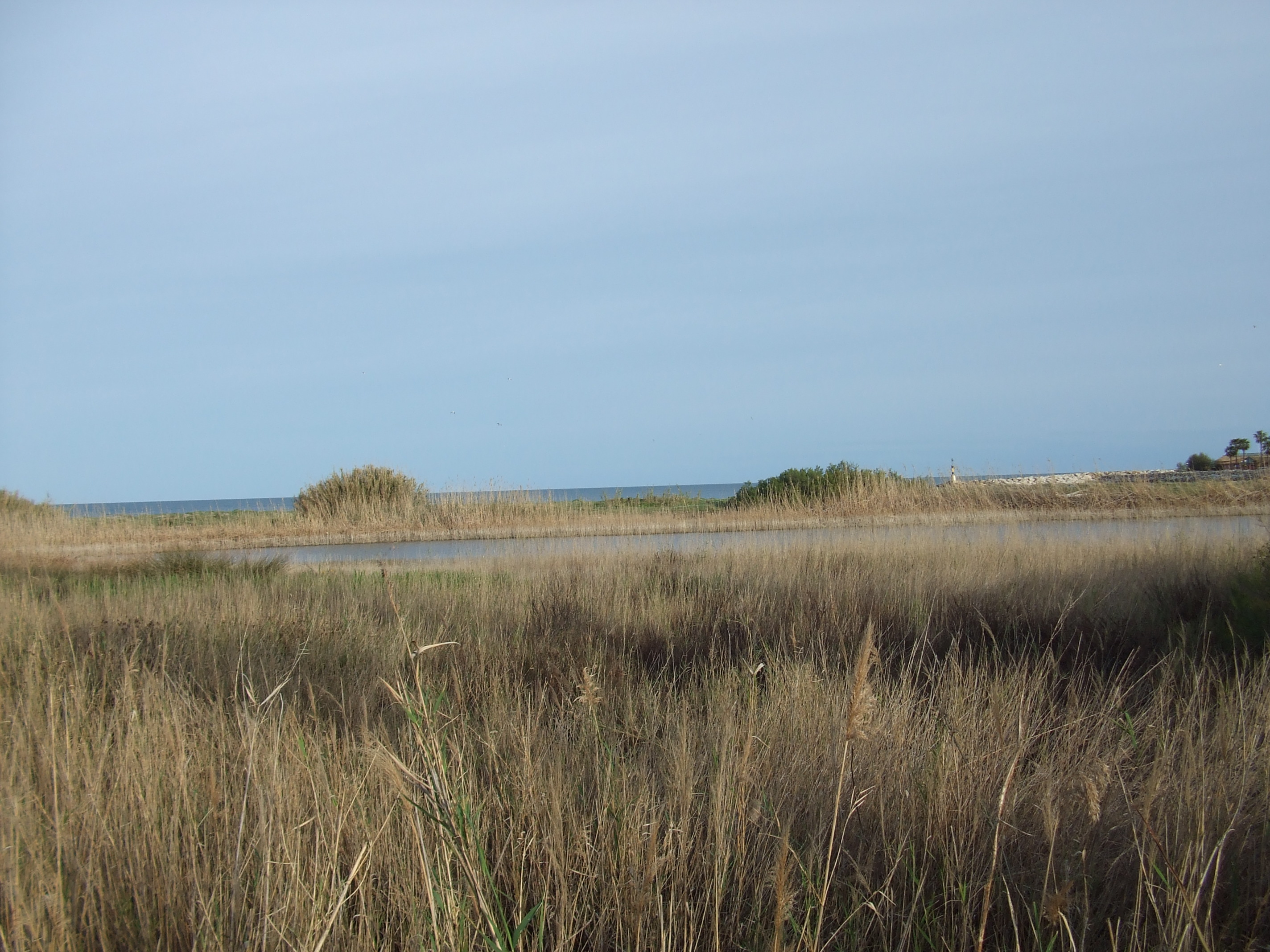
Laguna de Torreguadiaro.

- Datos: Q6150768
- Multimedia: Torreguadiaro / Q6150768